# Montenegro vid världsmästerskapen i friidrott 2022
Montenegro tävlade vid världsmästerskapen i friidrott 2022 i Eugene i USA mellan den 15 och 24 juli 2022. Montenegro hade en trupp på en idrottare.

## Resultat

### Damer
Teknikgrenar
| Idrottare      | Gren     | Kval    | Kval      | Final            | Final            |
| Idrottare      | Gren     | Distans | Placering | Distans          | Placering        |
| -------------- | -------- | ------- | --------- | ---------------- | ---------------- |
| Marija Vuković | Höjdhopp | 1,90 m  | 14        | Gick inte vidare | Gick inte vidare |